# Franz Karl Movers
Franz Karl Movers (Coesfeld, 17 luglio 1806 – Breslavia, 28 settembre 1856) è stato un teologo e orientalista tedesco.

## Biografia
Studiò teologia e lingue orientali a Münster ed è diventato sacerdote a Berkum nel 1833, dove rimase fino al 1839. Fu poi nominato professore di Antico Testamento presso la Facoltà cattolica di Breslavia.
Nel corso di molti anni di lavoro ha scritto un'opera monumentale in più volumi sui Fenici (1841-1856) e sui loro testi epigrafici (1845-1847). Tra le altre sue opere spiccano due studi biblici Kritische Untersuchungen über die alttestamentliche Chronik (1834) e un saggio in latino su due recensioni del Libro di Geremia. Nel 1853 Movers divenne membro dell'Accademia reale bavarese. Movers e l'egittologo di Lipsia Gustav Seyffarth si sono criticati aspramente sulle rispettive interpretazioni dei testi epigrafici.

## Valutazione in vita
Mommsen teneva in grande considerazione l'orientalista Movers, autore della famosa opera sui Fenici, più di molti suoi colleghi. Nonostante Movers fosse un teologo e, per di più, cattolico, sorprendentemente non lo disturbava.
Non vedo molto Movers, ma quando lo vedo mi piace vederlo, scrisse il primo dicembre 1855 al teologo protestante Ferdinand Hitzig. E quando poi Movers morì prematuramente, Mommsen glielo riferì subito, con grande tristezza (28 settembre 1856): Movers è morto stamattina e non vorrei che veniste a sapere della morte di questo eccellente uomo dai giornali ... Perdiamo in lui non solo il più colto, ma anche il più giusto e liberale dei nostri teologi

## Opere
- Die Phönizier (1841–1856)
- De utriusque recesionis vaticiniorum Jeremiae. Graecae Alexandrinae et Hebraicae Masorethicae, indole et origine commentatio critica, 1837
- Kritische Untersuchungen über die alttestamentliche Chronik, 1834